# Fallout (videojuego)
Fallout es un videojuego de rol de 1997 desarrollado y publicado por Interplay Productions. En un mundo postapocalíptico y retrofuturista a mediados del siglo XXII, nueve décadas después de una guerra nuclear, el protagonista, el Morador del Refugio, habita en el búnker nuclear subterráneo Refugio 13. Luego de crear el personaje, el jugador debe buscar en el yermo un chip de computadora que pueda reparar el sistema de suministro de agua del refugio. También interactúa con otros supervivientes, algunos de los cuales les asignan misiones, y participa en combates por turnos en los que lucha hasta que se agoten sus puntos de acción.
Tim Cain empezó a trabajar en Fallout en 1994. El proyecto comenzó como un motor de videojuego basado en el sistema de juego de rol GURPS de Steve Jackson Games. Interplay canceló la licencia después de que Steve Jackson Games se opusiera a la violencia del juego, por lo que Cain y el diseñador Christopher Taylor crearon un nuevo esquema de personalización de personajes llamado SPECIAL. A pesar de que Interplay en un principio no le dio prioridad ni atención al proyecto, finalmente el desarrollo terminó costando 3 millones de dólares y empleó alrededor de 30 personas. Interplay lo consideró el sucesor espiritual de Wasteland, un videojuego de rol que publicaron en 1988. Fallout se inspiró artísticamente en la literatura de la década de 1950 y en la cultura de la era atómica. Sus misiones fueron creadas de manera intencional para ser moralmente ambiguas. Luego de tres años y medio de desarrollo, Fallout se lanzó en octubre de 1997 en Norteamérica.
El videojuego recibió aclamación crítica por su jugabilidad, su sistema de personajes, trama, y escenario. Fallout también ha sido acreditado por renovar el interés de los consumidores en el género de rol en los videojuegos. Ganó el «Role-Playing Game of the Year» de GameSpot y Computer Games Magazine, fue nominado a los Academy of Interactive Arts & Sciences en los Spotlight Awards, y es frecuentemente listado como uno de los mejores videojuegos de todos los tiempos. Fallout fue un éxito comercial para Interplay, vendiendo 600 000 copias en todo el mundo. También generó una exitosa serie de secuelas y spin-offs, cuyos derechos fueron comprados por Bethesda Softworks en 2007.

## Jugabilidad

### Creación de personaje
El jugador puede seleccionar uno entre tres personajes pre-hechos, o crear uno con estadísticas personalizadas. El protagonista, conocido como el Morador del Refugio, tiene siete atributos principales: fuerza, percepción, resistencia, carisma, inteligencia, agilidad y suerte. Cada atributo tiene un rango de uno a diez, y su suma total no puede exceder los cuarenta. Otras dos estadísticas a seleccionar durante la creación del personaje son las «habilidades» y los «rasgos». Hay un total de dieciocho habilidades y su efectividad es determinada por un valor porcentual. La efectividad de estas están determinadas por los atributos primarios, pero a tres se les puede dar un impulso del 20%. Los rasgos son cualidades del personaje con efectos positivos y negativos; el jugador puede seleccionar dos de un total de dieciséis. Mientras uno juega, el personaje puede obtener puntos de experiencia mediante diversas acciones. Con los puntos obtenidos, el jugador sube de nivel y puede aumentar sus habilidades en una cantidad determinada de puntos. Cada tres niveles, el jugador puede obtener un «extra». Hay cincuenta extras y cada uno tiene prerrequisitos que se deben cumplir. Por ejemplo, «Amigo de los Animales», que evita que los animales ataquen si no los provocas, requiere que el jugador sea nivel nueve, tener cinco puntos de inteligencia y la habilidad «Supervivencia» al 25%.

### Exploración y combate
En Fallout, el jugador interactúa con personajes no jugables y explora el mundo del videojuego desde una perspectiva isométrica. Los diálogos de los personajes varían en cantidad, algunos tienen mensajes cortos, mientras que otros hablan con más profundidad. Los npc destacados se ilustran con modelos 3d durante las conversaciones.  El jugador puede comerciar con otros personajes y comprar bienes con chapas de botella como moneda. El juego tiene acompañantes que el jugador puede reclutar, estos sirven de ayuda en combate y te siguen en la exploración del mundo, no obstante, no pueden ser controlados.
Hay tres misiones principales que requieren ser completadas, dos de ellas después de finalizar la primera. La primera misión tiene un tiempo límite de ciento cincuenta días dentro del juego. Este termina si el jugador no la completa dentro del tiempo asignado. Algunos personajes le dan al jugador misiones secundarias. Para rastrear estas misiones, el jugador puede usar el PIPBoy 2000, una computadora corporal. Gran cantidad de misiones presentan varias formas de resolución, a menudo se pueden completar a través de diplomacia, combate o sigilo, y algunas permiten soluciones poco convencionales o contrarias a la tarea original. Según cómo completó las misiones, el jugador puede ganar o perder puntos de karma, que determinan cómo lo tratan los demás. Las acciones del jugador dictan qué historia futura u oportunidades de juego están disponibles y el propio final del juego.
El sistema de combate es por turnos y utiliza un sistema de puntos de acción. Durante cada turno, el jugador  pude efectuar diversas acciones hasta que estos puntos se acaben. El jugador puede intercambiar entre armas equipadas, y puede adquirir una amplia gama de armas, muchas de las cuales pueden apuntar a áreas específicas de los enemigos. Las armas cuerpo a cuerpo tienen por lo general dos ataques, balanceo y empuje. si el jugador no esta equipado con armas, pueden golpear con los puños o patear.

## Trama

### Lugar
El 23 de octubre de 2077 una guerra nuclear destruyó el mundo y aniquiló la civilización moderna. Los eventos de Fallout toman lugar casi un siglo después, en 2161, y siguen al Morador del Refugio, un ser humano que nació y se crio en el Refugio 13. Este es uno de los tantos refugios nucleares construidos para proteger a la población. Los sobrevivientes en la superficie viven del salvamento del Viejo Mundo. El Refugio 13 está ubicado debajo de las montañas del sur de California. El Morador del Refugio puede explorar diversos asentamientos como Ciudad Vertedero, que está sumido en un conflicto entre el sheriff local, Killian Darkwater, y el criminal Gizmo. El Eje, una bulliciosa ciudad comercial con oportunidades laborales, y Necrópolis, una ciudad fundada por ghouls, humanos que vivieron en el Refugio 12 y se volvieron criaturas radioactivas. A lo largo de su recorrido, el Morador del Refugio también toma contacto con facciones, incluyendo la Hermandad del Acero, un grupo con tintes religiosos basando en la tecnología y con guerreros militares. Los Hijos de la Catedral, un culto religioso optimista, y los Super Mutantes, un ejército de monstruos virtualmente inmortales inmunes a la radiación.

### Personajes
El jugador controla al Morador del Refugio, que es enviado al yermo para salvar al refugio. El Morador del Refugio se puede personalizar o crear con base en uno de los tres personajes pregenerados. Estos son Albert Cole, un líder carismático y negociador con un trasfondo legal; Natalia Dubrovhsky, una talentosa acróbata, y también una ingeniosa e inteligente nieta de un diplomático ruso en la era preguerra; y Max Stone, la persona más grande en el refugio que es conocido por su fuerza, estamina y falta de inteligencia. Estos personajes presentan un enfoque diplomático, engañoso y combativo, respectivamente. Aunque los personajes pueden ser hombre o mujer, el Morador del Refugio es canónicamente hombre.
Los cinco acompañantes que el jugador puede reclutar son: Ian, un guardia de Shady Sands; M Tycho, un ranger del desierto; Dogmeat, un perro leal; y Katja, un miembro de una organización llamada Seguidores del Apocalipsis. Otros personajes relevantes son Vault Boy, la mascota de Vault-Tec, que son los creadores de los refugios y el PIPBoy 2000; Killian Darkwater, el alcalde y vendedor de Ciudad Vertedero, y el Maestro, líder de los Super Mutantes y principal antagonista.

### Historia
En el Refugio 13 deja de funcionar el chip de agua, un componente tecnológico responsable de la maquinaria de bombeo y reciclaje de agua del refugio. Con 150 días antes de que se agoten las reservas de agua del refugio, el supervisor del refugio le ordena al Morador del Refugio encontrar un repuesto. Equipado con el PIPBoy 2000 y escaso equipo, el Morador del Refugio deja el refugio 13 en busca de la fuente de ayuda más cercana, el refugio 15, pero lo encuentra abandonado y en ruinas. El Morador del Refugio explora el yermo y encuentra un chip de reemplazo en el refugio 12, debajo de Necrópolis.
El Morador del Refugio regresa al refugio 13 con el chip de agua y se repara el sistema de agua del refugio. El supervisor se preocupa por los mutantes que encontró el Morador del Refugio. Creyendo que las mutaciones están demasiado extendidas y son extremas para ser un fenómeno natural, el supervisor encarga al Morador del Refugio que encuentre y detenga la fuente de las mutaciones. información encontrada en el yermo revela que los humanos están siendo capturados y los convierten en super mutantes al ser expuestos al F.E.V.. Los super mutantes son comandados por el Maestro, que intenta convertir en super mutantes a todos los humanos para establecer una unidad en la tierra. Los hijos de la catedral son un frente creado por el Maestro, que los usa para que engañen a los humanos y se sometan pacíficamente.
Para detener las mutaciones, el Morador del Refugio debe destruir los toneles de F.E.V. y matar al Maestro; el orden en el que se realizan ambas tareas es decisión del jugador. El morador del refugio viaja  a la Base Militar Mariposa para destruirla junto a los toneles, para parar con la creación de más super mutantes. Para matar al maestro, el morador del refugio viaja a la catedral de los hijos y localiza un prototipo de refugio debajo de él, desde donde comanda su ejército. El morador del refugio se infiltra en el refugio y puede optar por convencer al maestro de que su plan fallará porque los super mutantes son infértiles, matarlo de inmediato o desencadenar una explosión que destruya la catedral. Posteriormente, el morador regresa al refugio 13 pero el supervisor le niega la entrada, que teme que el morador haya cambiado por sus experiencias y las historias de sus hazañas y logros alienten a los habitantes a abandonar el refugio. El supervisor exilia al habitante de la bóveda al páramo. Fallout concluye con el legado de las decisiones del Morador del Refugio sobre las sociedades y las personas con las que se encontró.

## Desarrollo

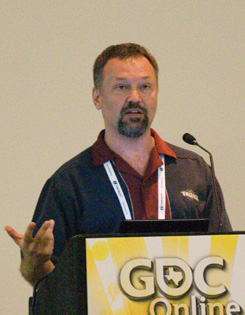
Tim Cain (en 2010) fue el creador, productor y uno de los programadores de Fallout

El desarrollo de Fallout comenzó a principios de 1994. El juego fue desarrollado por la división de juegos de rol de Interplay, bajo la dirección de Feargus Urquhart. El juego tomó 3 años y medio para ser completado, y costo alrededor de 3 millones de dólares. En los primeros seis meses, Tim Cain era el único desarrollando el juego. A lo largo del desarrollo, el equipo de Fallout obtuvo hasta 30 personas. Cain consideró al equipo "excelente", a pesar de que Urquhart consideraba a Interplay un "caos" en aquella época. Fallout originalmente era tratado como un proyecto secundario. Interplay consideraba a Fallout un riesgo, debido a que no era como los otros juegos que Interplay había desarrollado, y estuvo cerca de la cancelación al menos tres veces. Fallout completó su desarrollo el 1 de octubre de 1997.
Un título propuesto para el juego fue Vault-13: A GURPS Post-Nuclear Role-Playing Game, pero fue rechazado por impropio. También se consideró Armageddon como alternativa, pero ya estaba en uso para otro proyecto de Interplay, que más tarde se canceló. Fallout fue propuesto por Brain Fargo, presidente de Interplay. La compañía intentó utilizar I Don't Want to Set the World on Fire de the Ink Spots como canción principal, pero no pudieron por problemas de derechos de autor. Finalmente utilizaron la canción Maybe, también de the Ink Spots.

### Motor y diseño

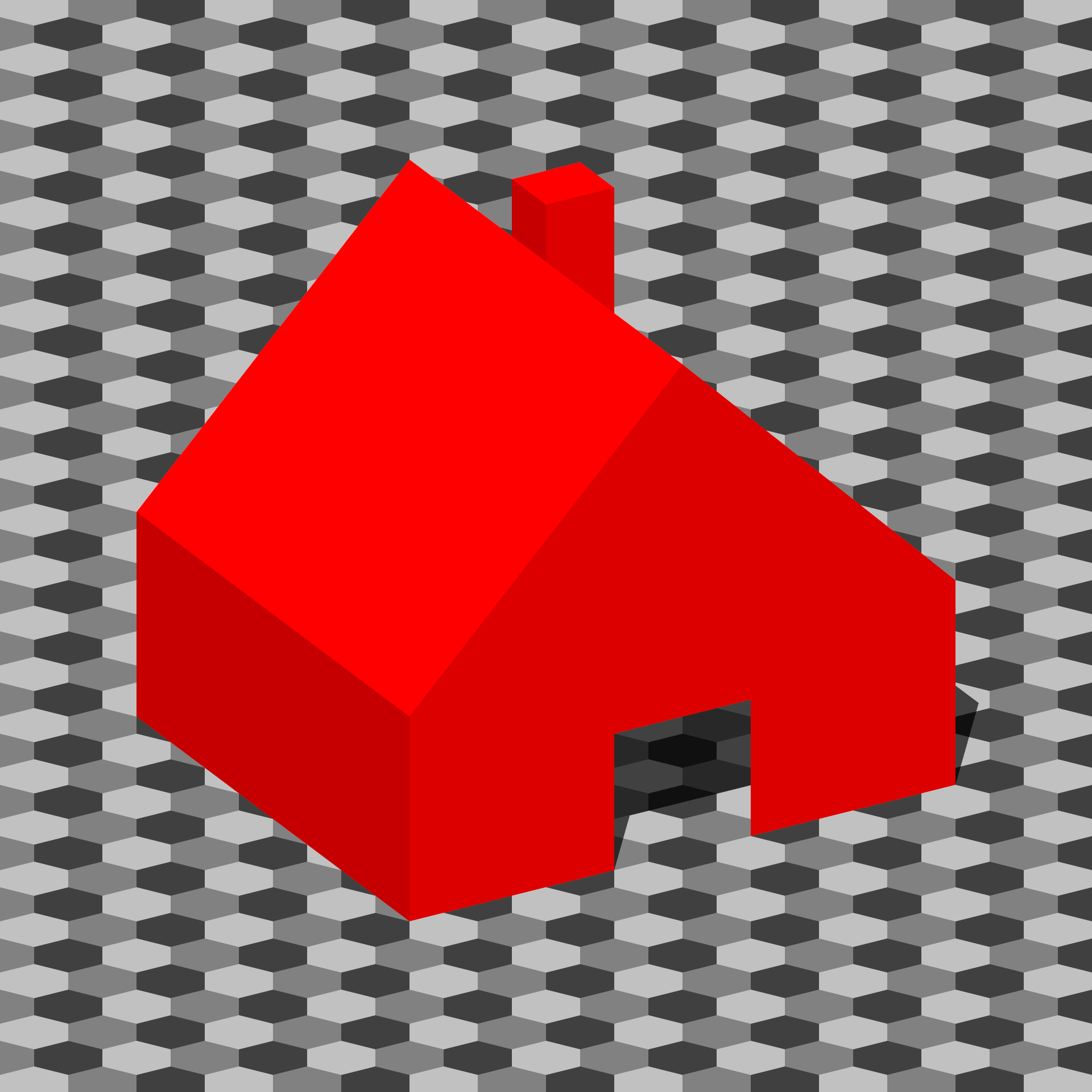
POV-Ray render imitando la proyección oblicua y la cuadrícula hexagonal de Fallout

Fallout comenzó como un motor de videojuegos que Cain empezó a desarrollar en su tiempo libre, basado en el sistema Generic Universal RolePlaying System (GURPS). Entró en un desarrollo más coordinado luego de que Cain convenciera a Fargo de su potencial. Asimismo, Interplay había conseguido la licencia de GURPS en 1994. El primer prototipo de Fallout se finalizó ese mismo año. 
El equipo consideró hacer el juego en primera persona y en 3d, pero descartaron la idea porque los modelos no habrían llegado a tener la cantidad de detalle que deseaban. El equipo insistió en optar por una proyección oblicua, produciendo una perspectiva trimétrica. Diseñado para ser un mundo abierto no lineal, Fallout se equilibró de modo que, aunque las misiones secundarias son opcionales, los personajes que no mejoran sus habilidades a través de ellas estarían demasiado mal equipados para terminarlas. Sin embargo, Taylor también agregó el límite de tiempo de ciento cincuenta días para mantener al jugador concentrado en la misión principal.
El juego casi se cancela a fines de 1994 luego de que Interplay adquirió las licencias de Reinos Olvidados y Planescape de Dungeons & Dragons, pero Cain convenció a Interplay para que lo deje terminar el proyecto. Luego del éxito del videojuego de rol Diablo, de enero de 1997, Cain resistió la presión de la empresa para convertir Fallout en un juego multijugador en tiempo real. En marzo de 1997, Interplay canceló la licencia de GURPS debido a diferencias creativas con su empresa creadora, Steve Jackson Games. De acuerdo con Interplay, Steve Jackson tuvo quejas sobre la cantidad de violencia y gore en el juego. Debido a esto, Interplay se vio forzada a cambiar el sistema de juego por el sistema SPECIAL, desarrollado por ellos. A Taylor y Cain le dieron a cada uno una semana para diseñar y programarlo, respectivamente.

### Influencias

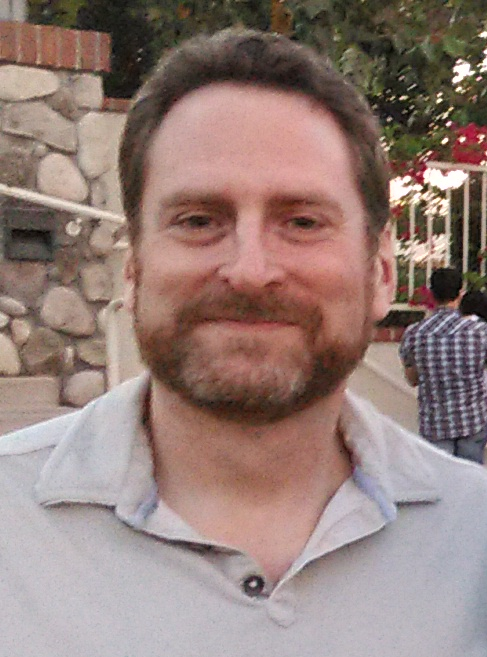
Leonard Boyarsky (en 2017) fue el director de arte de Fallout.

Existen en el videojuego muchas referencias a clásicos de la ciencia ficción posapocalíptica. Una de las primeras armaduras que aparecen es igual a la que luce Mel Gibson en la saga de Mad Max. Un jugador que lleve esta armadura puede encontrar en Junktown a un perro llamado Dogmeat (el cual es el nombre del perro de Mad Max en la película). En Fallout 2, si el jugador golpea al perro, un personaje no jugador con el sospechoso nombre de Mel aparecerá para defender al perro. Muchas de las referencias aparecen en encuentros aleatorios, como una huella de Godzilla. Otras son simples citas, como un loco en The Hub que anda en círculos murmurando frases, una de las cuales es: Juguemos Guerra Termo-Nuclear Global, en clara referencia a la película de 1983 Juegos de Guerra. También hay referencias a otras películas como Robin Hood.
Fallout toma como fuentes los magazines y los cómics de ciencia ficción y superhéroes de los años 50. Por ejemplo, las computadoras usan tubos de vacío en vez de transistores, y existen armas de energía que recuerdan a las usadas por Flash Gordon. Los habitantes de los búnkeres visten un ajustado traje azul con una línea horizontal amarilla en el pecho, muy al estilo de lo que en la época se consideraba una vestimenta futurista. La interfaz está diseñada para hacer recordar a los anuncios y juegos de la época. Por ejemplo, los dibujos que acompañan a la hoja de caracteres son similares al de la caja del Monopoly. La ausencia de este estilo retro-futurista fue una de las causas por las que los spin-offs del juego fueron criticados. En Fallout, el jugador se encuentra con un personaje llamado Tycho, que dice ser Desert Ranger, y en las condiciones adecuadas, habla de su abuelo, quien le habló de Fat Freddy, un personaje de Las Vegas en Wasteland.

#### Videojuego
- Interplay Productions. Fallout.  Interplay Productions. 10 de octubre de 1997.

#### Libros
- Barton, Matt; Stacks, Shane (22 de febrero de 2008). Dungeons and Desktops: The History of Computer Role-Playing Games (en inglés). CRC Press. ISBN 9781351273398. Consultado el 26 de febrero de 2023.

- Taylor, Christopher (10 de octubre de 1997). Vault Dweller's Survival Guide (en inglés). Interplay Productions. Archivado desde el original el 5 de abril de 2015. Consultado el 26 de febrero de 2023.

- Pepe, Felipe; Cain, Tim (abril de 2019). The CRPG Book: A Guide to Computer Role-Playing Games (en inglés). Bitmap Books. ISBN 9781999353308. Consultado el 26 de febrero de 2023.

#### Videos
- Tim Cain (27 de junio de 2010). «Matt Chat 66: Fallout with Tim Cain, Pt. 1». YouTube (Matt Barton). Archivado desde el original el 22 de abril de 2022. Consultado el 26 de febrero de 2023.

- Tim Cain (4 de julio de 2010). «Matt Chat 67: Fallout with Tim Cain Pt. 2». YouTube (Matt Barton). Archivado desde el original el 22 de abril de 2022. Consultado el 26 de febrero de 2023.

- Tim Cain (9 de marzo de 2012). «Classic Game Postmortem: Fallout». GDC Vault (Game Developers Conference). Consultado el 26 de febrero de 2023.

#### Web
- McLaughlin, Rus; Kaiser, Rowan (21 de julio de 2010). «IGN Presents the History of Fallout». IGN. Archivado desde el original el 18 de marzo de 2016. Consultado el 26 de febrero de 2023.